# Aeroportul Shamattawa
Aeroportul Shamattawa (IATA: ZTM, ICAO: CZTM) este un aeroport din Manitoba, Canada ce deservește zona Shamattawa First Nation⁠(d). A fost numit după zona deservită.
Situat la o altitudine de 90 m, aeroportul dispune de o singură pistă.